# Actuator

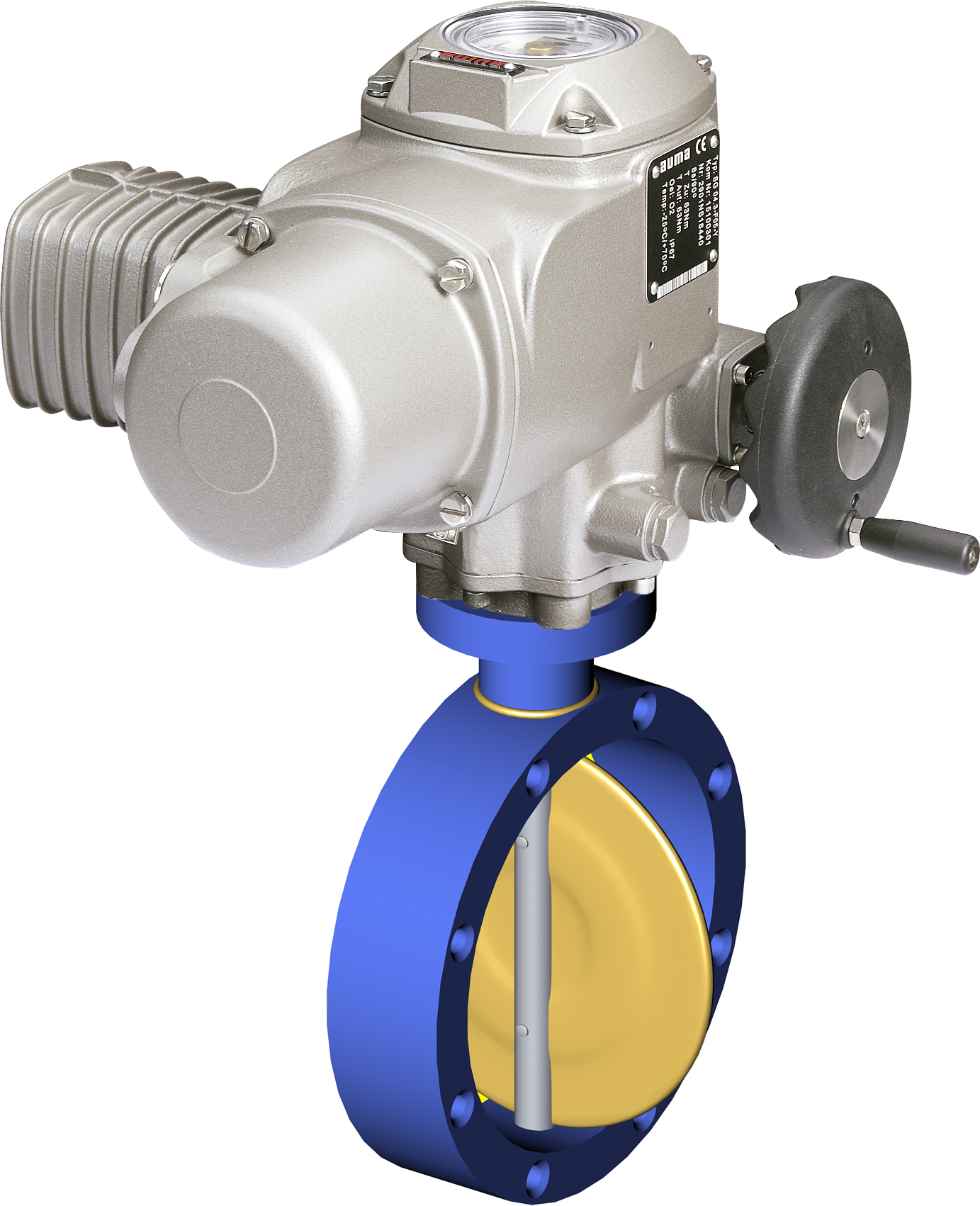
Gedeeltelijk zwenkbare actuator op een vlinderklep.

Een actuator is een toestel dat invloed kan uitoefenen op zijn omgeving.

## Werking van actuatoren
Een volledig systeem om iets te controleren en te reageren op deze waarnemingen bestaat uit de volgende drie onderdelen:
1. Sensor: dit is de ingang van het systeem, er wordt hier door middel van een mechanisme een waarneming gedaan. Deze waarneming kan bijvoorbeeld de omgevingstemperatuur zijn. De uitgang van dit onderdeel kan een analoog of een digitaal signaal zijn.
2. Regelaar: veelal wordt dit gedaan door microprocessoren of digitale signaalprocessoren, die met digitale waarden werken.
3. Actuator: hier wordt de uiteindelijke beslissing analoog of digitaal uitgevoerd.

Een voorbeeld om het bovenstaande stappenproces te verduidelijken. Beschouw een systeem dat de verwarming van een lokaal stuurt. Stel, bij een temperatuur lager dan 20°C dient het systeem de verwarming in te schakelen, en bij hoger dan 25°C uit:
1. Als sensor van een systeem wordt gebruikgemaakt van een thermistor, dit is een elektronische component waarvan de weerstand temperatuurafhankelijk is. Door het gebruik van een brug van Wheatstone kan men een analoog signaal bekomen dat de temperatuur voorstelt.
2. Vervolgens wordt dit analoge stuursignaal door een analoog-digitaalomzetter (A/D-converter) gestuurd die het analoge 0/4-20 mA stroom of spanningsignaal in volt proportioneel omzet naar digitale waarden.
3. De processor kan deze digitale waarde(n) dan vergelijken met de gewenste waarden. Indien de temperatuur die door de sensor (thermistor) is waargenomen onder 20°C ligt, zal de processor bijvoorbeeld een digitaal signaal uitsturen met de waarde '1' om aan te duiden dat de verwarming moet worden ingeschakeld. Indien de processor tot de conclusie komt dat de temperatuur boven 25°C ligt, zal hij dan bijvoorbeeld een digitaal signaal met waarde '0' uitsturen.
4. Het is aan de D/A converter om de digitale uitgang van het processorblok, het signaal met waarde '1' of '0', om te zetten naar een analoog signaal waarmee we de actuator kunnen aansturen.
5. Als laatste element in de keten komt de actuator in beeld. In dit geval kan de actuator bijvoorbeeld een schakelaar zijn om het aan- of uitschakelen van de verwarming te regelen. Dit kan bijvoorbeeld gebeuren door het gebruik van een relais.

De werking van een actuator is tegengesteld aan die van een sensor. Een sensor neemt de omgeving waar en verstuurt zijn bevinden, terwijl een actuator gebruikmaakt van een signaal om zijn omgeving te beïnvloeden. Deze beïnvloeding kan onrechtstreeks zijn, een schakelaar om de verwarming te regelen zoals hierboven, of zoals bij een luidspreker een membraan laten trillen om geluidsgolven te produceren.

## Soorten actuatoren

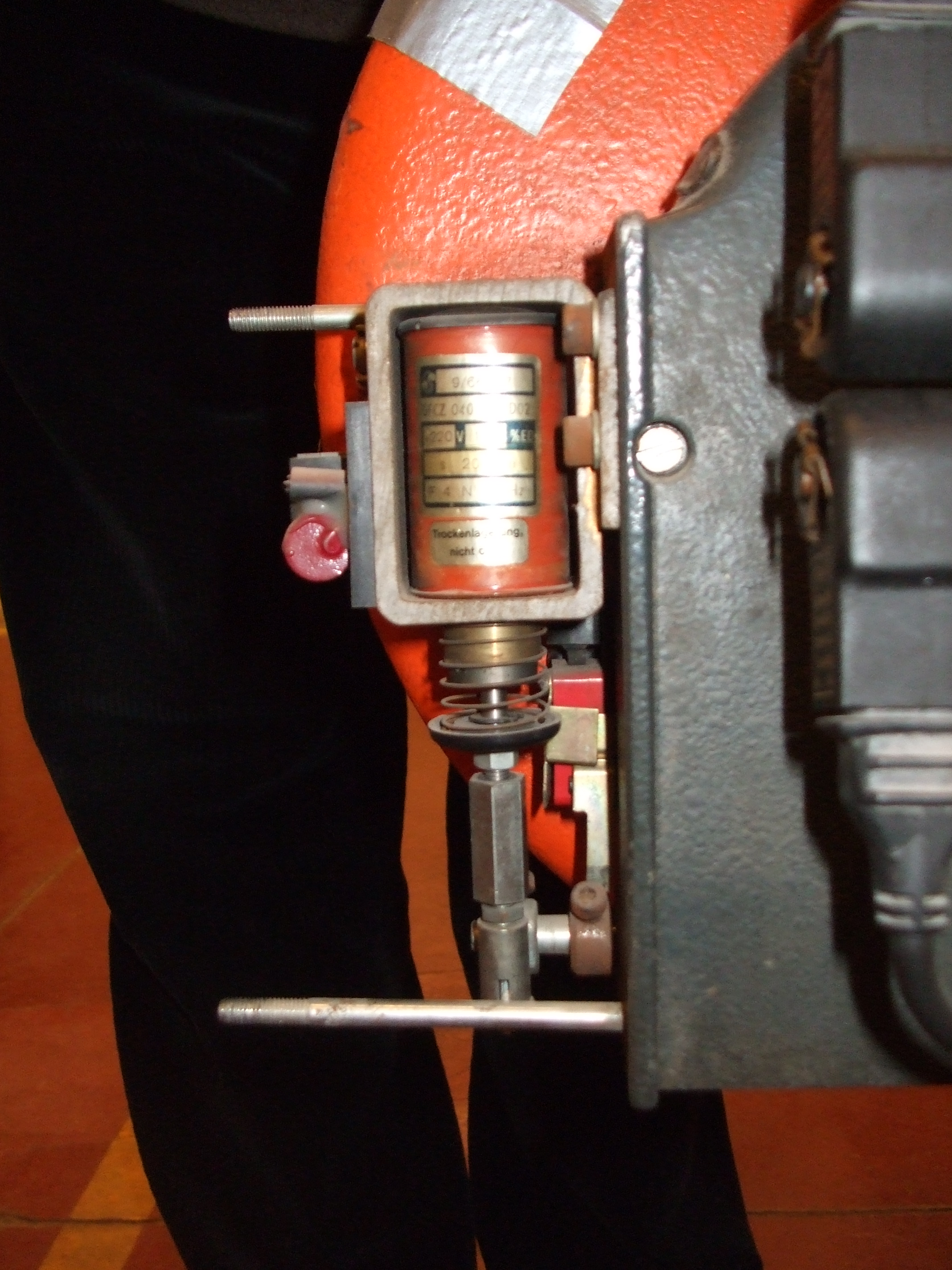
Een solenoïde als actuator op een stookoliebrander

Het begrip actuator is vrij ruim. Dit betekent dat er veel soorten actuatoren bestaan. Vaak wordt een actuator verward met een Servomotor. Een Servomotor is een veelvoorkomende vorm van een actuator. Andere veelvoorkomende actuatoren zijn onder andere:
- Lineaire actuatoren:
  - Een al dan niet eenvoudige vijzel is ook een zgn. actuator. Hij kan op verscheidene wijze bekrachtigd worden, zowel handmatig als met allerlei elektrische motoren. Een vijzel is meestal bekend met trapeziumschroefdraad, maar kan ook met kogelomloopspil zeer nauwkeurig aangedreven worden. Bv. in CNC machines, met stappen- of servomotores. Alles kan digitaal geregeld worden. Een tandheugel, of wormwiel met tandlat kunnen overigens ook beschouwd worden als "actuator".

Het begrip “actuator” is dus helemaal niét verbonden aan al dan niet digitaal bestuurd te zijn.
- - Elektromagnetische actuatoren (solenoïde en elektromagneet)
  - Hydraulische actuatoren
  - Pneumatische actuatoren
- Rotatieve actuatoren
  - Servomotoren

### Piëzo-elektrische actuatoren
Dit type actuator maakt gebruik van piëzo-elektrische principes. In deze actuatoren is er een kristal aanwezig dat, ofwel door middel van spanning een beweging opwekt, ofwel door middel van druk een spanning. Voor het gebruik in een actuator wordt meestal het omvormen van spanning naar trilling gebruikt. De trilling die het kristal veroorzaakt kan vervolgens worden gebruikt om een kleine beweging te creëren (keramische luidspreker).
Een voorbeeld van gebruik van deze actuatoren is te vinden bij gebruik van geheugenmetaal actuatoren. Het geheugenmetaal kan worden gebruikt om bijvoorbeeld aders in het menselijk lichaam te verbreden. Er kan in dit geval gebruik worden gemaakt van de warmte van het lichaam om de actuator met het metaal te activeren.

### Elektromagnetische actuatoren
Deze actuatoren werken op basis van een elektromagneet. Door een elektrische stroom door een spoel te sturen ontstaat een magnetisch veld die een kracht uitoefent waardoor een ijzeren pen de spoel in getrokken wordt.
Voorbeelden zijn een relais, een luidspreker, een lees- en schrijfkop van een harde schijf en een Servomotor.

### Hydraulische of fluid power actuatoren
Bij deze soort wordt er een vloeistof gebruikt dat vervolgens door middel van, meestal, druk bijvoorbeeld een voorwerp kan verplaatsen. Er zijn twee manieren om deze actuatoren op te bouwen:
- De vloeistoffen in deze constructies zijn gevoelig voor bepaalde invloeden (temperatuur, druk, elektrische stroom, ...) waardoor deze uitzetten of krimpen.
- De vloeistoffen worden volgens het principe van de hydrauliek toegepast.

Voorbeelden zijn een centrifugaalpomp en een elektroventiel.

### Pneumatische actuatoren
Bij deze soort wordt perslucht gebruikt dat vervolgens door middel van druk een voorwerp kan verplaatsen. De samengeperste lucht wordt volgens het principe van de pneumatica toegepast. Voorbeelden zijn een elektroventiel en een 2/2 weg ventiel.

### Rotatieve actuatoren
Servomotor